# Nadstawki
Nadstawki – wieś w Polsce położona w województwie wielkopolskim, w powiecie ostrowskim, w gminie Odolanów. Leżą ok. 7 km na południe od Ostrowa Wlkp., nad ciekami Olszówka i Litwin.
Miejscowość położona była w latach 1975–1998 w województwie kaliskim, a przed rokiem 1975 i od 1999 w powiecie ostrowskim.
W roku 2011 liczba mieszkańców wynosiła 210 osób.